# Mama's Bad Boy
Albums de Master P
Get Away Clean
(1991) The Ghettos Tryin to Kill Me!
(1994)
Mama's Bad Boy est le second album studio de Master P, sorti le 20 avril 1992.

## Liste des titres
| No  | Titre                             | Contient un (des) sample(s) de                                  | Durée |
| --- | --------------------------------- | --------------------------------------------------------------- | ----- |
| 1.  | Shoot 'Em Up                      | Freddie's Dead de Curtis Mayfield                               | 4:31  |
| 2.  | Psycho Rhymes                     | We Are the World de USA for Africa                              | 3:12  |
| 3.  | Bloody Murder                     |                                                                 | 4:06  |
| 4.  | Fuck a Bitch Cuz I'm Paid         |                                                                 | 3:24  |
| 5.  | Eyes of a Killer                  | Candy de Cameo                                                  | 2:25  |
| 6.  | I'm Going Big Time                | Love Changes de Mother's Finest                                 | 3:56  |
| 7.  | Mama's Bad Boy                    | Be Thankful for What You Got de William DeVaughn                | 3:36  |
| 8.  | Ooh Shit                          | Love T.K.O. de Teddy Pendergrass Let's Get It On de Marvin Gaye | 2:46  |
| 9.  | Watch Your Ass                    |                                                                 | 4:58  |
| 10. | Premeditated Murder               |                                                                 | 3:05  |
| 11. | Dope, Pussy and Money             |                                                                 | 4:58  |
| 12. | Rich and Dangerous (T.R.U.)       |                                                                 | 1:54  |
| 13. | Trust No Body (featuring E-A-Ski) |                                                                 | 4:13  |
| 14. | Shouts                            |                                                                 | 3:14  |